# Friedrich Kittler
Friedrich Adolf Kittler (født 12. juni 1943 i Rochlitz, død 18. oktober 2011 i Berlin), var en tysk litteraturforsker og medieteoretiker. I sin grundlæggende tankegang var han inspireret af blandt andre Michel Foucault, Jacques Lacan og Martin Heidegger. En af hans hovedteser er at medierne er et a priori, altså er al viden i en given tidsperiode betinget af de medier som dominerer i denne periode. Kittler adskiller sig fra andre medieteoretikere, som for eksempel Marshall McLuhan, gennem at tilskrive medierne en højere grad af autonomi. Kittlers mest kendte værk er Aufschreibesysteme 1800/1900 (svensk oversættelse: Nedskrivningssystem 1800/1900. 2012; engelsk Discourse Networks 1800/1900, 1990) som publiceredes som habilitationsafhandling 1985, hvor han definerer begrebet nedskrivningssystem. I Kittlers medieteori forstås teksten som stærkt påvirket af forskellige mediesystemer og bærere af information snarere end mening. Kittler er kendt for at have udviklet ideer om medier og magt.
| „ | 50 år fra nu vil Kittler blive kendt som en, der var meget følsom over for ændringer i medierne.:180–189 | “ |
|   | — Hubert Burda, 2011                                                                                     |   |